# Ignacio Llácer
Ignacio Llácer (Liria, Valencia, 7 de enero de 1916-ibídem, 2 de marzo de 1986) fue un jugador de fútbol profesional español que jugaba en la demarcación de centrocampista.

## Biografía
Ignacio Llácer debutó como jugador de fútbol con el Levante UD, donde jugó hasta que estalló la Guerra Civil, Tras acabar la misma fichó por el Valencia CF, debutando con el club el 19 de junio de 1939 contra el CA Osasuna a la edad de 23 años. Jugó durante una temporada en el club valenciano, y posteriormente fue fichado por el FC Barcelona, donde permaneció durante dos temporadas, llegando a ganar la Copa del Rey en la temporada 1941/1942. Al finalizar su contrato regresó al equipo en el que debutó, el Valencia CF, donde acabaría retirándose en 1946 el 13 de enero en un partido contra el Athletic Club con un resultado final de 1-2 a favor del club bilbaíno.

## Clubes
| Club         | País   | Año       | Partidos | Goles |
| ------------ | ------ | --------- | -------- | ----- |
| Levante UD   | España | 1935-1936 |          |       |
| Valencia CF  | España | 1939-1940 | 5        | 0     |
| FC Barcelona | España | 1940-1942 | 8        | 1     |
| Valencia CF  | España | 1944-1946 | 9        | 0     |

## Palmarés
FC Barcelona
- Copa del Rey: 1941/1942

Valencia CF
- Primera División de España: 1943/1944